# Kanton Sens-2
Kanton Sens-2 (fr. Canton de Sens-2) je francouzský kanton v departementu Yonne v regionu Burgundsko-Franche-Comté. Tvoří ho pět obcí a část města Sens. Zřízen byl v roce 2015.

## Obce kantonu
- Gron
- Maillot
- Malay-le-Grand
- Paron
- Rosoy
- Sens (část)